# Kostrena
Kostrena ist eine Gemeinde in Kroatien und liegt östlich von Rijeka, an der Kvarner-Bucht. Zur Gemeinde auf der etwa 10 km langen Halbinsel gehören 20 Siedlungen und ist aufgrund der Lage zwischen den Buchten von Martinscica und Bakar ein beliebtes Touristenziel. Die meisten Siedlungen verdanken ihren Namen verschiedenen Familien. Heute sind die Siedlungen mit den meisten Einwohnern Vrh Martinscica, Glavani, Hl. Lucia, Rozmanici und Paveki.

## Geschichte und Archäologie
Kostrena ist ein alter und bekannter Küstenort, der erstmals zu Beginn des 15. Jahrhunderts erwähnt wird. Die erste Gemeindeautonomie errang Kostrena im Jahr 1874, jedoch lediglich für zwei Jahre. Der Ort ist in zwei Teile eingeteilt, Hl. Lucia und Hl. Barbara.
Auf den höchsten Anhöhen oberhalb von Kostrena liegen die prähistorischen Forts Solin und Sopalj. Die Erhebung Solin mit den Überresten des archäologischen Standorts befindet sich am nordwestlichen Rand der Stadt. Die ausgezeichnete Position, von der sich eine Panoramaaussicht auf die östlichen Teile der Stadt Rijeka eröffnet, war bereits Ende der Jungsteinzeit besetzt, mit dauerhafter Ansiedlung während der Kupfersteinzeit. In der zweiten Hälfte des 3. Jahrhunderts n. Chr. oder zu Beginn des 4. Jahrhunderts entstand dort eine spätrömische Festung als Teil der Claustra Alpium Iuliarum, die jedoch spätestens mit Beginn der mittelalterlichen Epoche wieder verlassen wurde.
Am östlichen Rand der Gemeinde Kostrena, auf dem dominanten Berg Sopalj, befindet sich eine ausgedehnte, durch zwei Dammkoppelgürtel abgegrenzte prähistorische Siedlung, das Fort Sopalj. Sopalj wurde während der Bronzezeit im 2. Jahrtausend v. Chr. gegründet.

## Kultur und Tourismus
Die Gemeinde hat eine lange Tradition der Seemannschaft. Heute sind eine ganze Anzahl von Vereinen in Kostrena aktiv, deren Aktivität sich ans Meer bindet. Die bekanntesten Vereine, auch international, sind JK Galeb, KPA Kostrena, sowie SRD Kostrena, der älteste Verein auf diesem Gebiet. Die bekanntesten und meistbesuchten Strände sind die in der Bucht von Zurkovo, dann Smokvino, Svezanj, Spuzvina, Podrazica, Nova voda und Perilo.

## Sport
Der ansässige Fußball-Verein ist der NK Pomorac Kostrena.